# Marianela Lacayo
Marianela Lacayo Mendoza (Managua, 20 de marzo de 1981) fue Miss Nicaragua 2002 y Miss Mundo Latino Internacional 2002. 
Licenciada en Administración de Empresas Turísticas por la Universidad Iberoamericana de Ciencias y Tecnología (UNICIT), MBA por la Universidad Americana de Nicaragua y el Instituto Tecnológico de Monterrey (TEC de México), Máster en Asesoría de Imagen Integral por la escuela Colour Me Beautiful London y Diplomada en Liderazgo y Estrategias Electorales para Mujeres Políticas por la Universidad Latina de Panamá. Actualmente se desempeña como empresaria del sector Moda e Imagen siendo directora de la consultora Porte Imagen Personal y Profesional y representante en Panamá de la Escuela de Imagen Colour Me Beautiful London, donde ofrece servicios de Análisis de Color en el Vestuario y Maquillaje, Estilismo de Mujer, de Hombre y Novias.
Actualmente es articulista de moda en las revistas panameñas Mía y De Boda Novias y en el diario La Prensa y la revista Magazine de Nicaragua. Anteriormente también colaboró con las revistas panameñas Fashion & Life y Scaparate.
Fue la ganadora del certamen de belleza Miss Nicaragua 2002 y de Miss Mundo Latino Internacional, celebrado en Canadá en el mismo año. Compitió junto a catorce delegadas de Latinoamérica y el Caribe, obteniendo la segunda corona internacional para una nicaragüense en toda la historia de los concursos hasta esa fecha. También obtuvo el premio del "Mejor Traje Típico", diseño de Alfredo Rueda y "Miss Fotogénica", este último fue gracias al alto porcentaje de votos obtenidos en la página oficial del certamen. Marianela gana la corona llevando una creación del diseñador puertorriqueño Edwin Rosario en Jersey azul turquesa y bordado en cristal de roca.
En su participación en Miss Universo 2002, Marianela logró clasificar al top 10 en dicho concurso. Ese mismo año también participó en el Reinado Internacional de las Flores de Colombia y en Miss Internacional 2002, en Japón, donde fue semifinalista.
En 2003 participó en el concurso de belleza Miss Piel Dorada Internacional donde quedó en tercer lugar.
Desde 2011 comienza a asesorar a la Organización Miss Panamá realizando las asesorías de imagen a las candidatas panameñas a Miss Universo 2011, Sheldry Sáez, Miss Universo 2012, Stephanie Vander Werf, Miss Universo 2013, Carolina Brid y a Miss Mundo 2011, Irene Núñez, Miss Mundo 2013, Virginia Hernández, Miss Intercontinental 2013, Sara Bello, Miss Continentes Unidos 2013, María Gabriela Sealy, Miss Mesoamérica 2013, Yulieth Sánchez, Miss Universo 2014, Yomatzy Hazlewood, Miss Mundo 2014, Raisa Erlenbaugh (luego sustituida por Nicole Pinto), Miss Intercontinental 2014, Stephanie González, Miss América Latina del Mundo 2014, Nicole Pinto, Miss Universo 2015, Gladys Brandao, Miss Mundo 2014, Diana Jaén y Miss Panamá Reinado Internacional del Café 2015, Catherine Agrazal. 
En 2016 inicia su colaboración con la Organización Señorita Panamá realizando los análisis de colorimetría para las misses Keity Drennan, Señorita Panamá Universo, Alessandra Bueno, Señorita Panamá Mundo, Virginia Hernández, Señorita Panamá Earth, Rita Silvestre, Señorita Panamá Continentes Unidos y Jhasmeiry Herrera, Señorita Panamá Hispanoamérica. En 2017 trabaja los análisis de colorimetría para Laura de Sanctis, Señorita Panamá Universo, Erika Parker, Señorita Panamá Earth y Darelys Santos, Señorita Panamá International y en 2019 para Rosa Iveth Montezuma, Señorita Panamá Universo, Solaris Barba, Señorita World Panamá, Shirel Ortiz, Señorita Panamá International y Diana Lemos, Señorita Earth Panamá.
También colaboró con el equipo de Miss Turismo Panamá Internacional en la preparación de sus candidatas con más títulos nacionales e internacionales. En 2011 trabajó en la imagen y estilismo de la candidata panameña a Miss Turismo Internacional, Carolina Brid, quien conquistó el título y la corona de Miss Tourism Metropolitan International 2011-12, segundo título de mayor importancia que se entrega anualmente dentro del certamen Miss Tourism International, cuya sede oficial es la ciudad de Kuala Lumpur, Malasia.